# SC Cambuur in het seizoen 1964/65
Het seizoen 1964/1965 was het eerste jaar in het bestaan van de Leeuwardense betaaldvoetbalclub SC Cambuur, de club is opgericht nadat Leeuwarden terugkeerde naar de amateurs. De club kwam uit in de Tweede divisie A en eindigde daarin op de eerste plaats, dit betekende rechtstreekse promotie naar de Eerste divisie. Tevens deed de club mee aan het toernooi om de KNVB beker, hierin werd in de eerste ronde verloren van GVAV (0–1).

## Wedstrijdstatistieken

### Tweede divisie A
|       | AGOVV | EDO   | De Graafschap | Haarlem | Heerenveen | Hilversum | PEC   | RCH   | Tubantia | Vitesse | Wageningen | FC Zaanstreek | ZFC   | Zwartemeer | Zwolsche Boys |
| ----- | ----- | ----- | ------------- | ------- | ---------- | --------- | ----- | ----- | -------- | ------- | ---------- | ------------- | ----- | ---------- | ------------- |
| Thuis | 4 – 2 | 4 – 0 | 1 – 0         | 2 – 1   | 4 – 1      | 0 – 0     | 3 – 1 | 2 – 2 | 3 – 0    | 6 – 0   | 2 – 1      | 1 – 1         | 1 – 0 | 0 – 0      | 2 – 3         |
| Uit   | 0 – 0 | 4 – 2 | 1 – 5         | 1 – 2   | 0 – 4      | 4 – 0     | 0 – 4 | 1 – 2 | 2 – 2    | 0 – 0   | 1 – 2      | 0 – 0         | 1 – 3 | 1 – 0      | 1 – 2         |

### KNVB Beker
| 1e ronde                                                         | SC Cambuur | 0 – 1 (0 – 1) | GVAV                 |
| 4 oktober 1964 Plaats: Leeuwarden Gemeentelijk Sportpark Cambuur |            |               | 33' Herman Mengerink |

## Statistieken SC Cambuur 1964/1965

### Eindstand SC Cambuur in de Nederlandse Tweede divisie A 1964 / 1965
| Stand | Gespeeld | Gewonnen | Gelijk | Verloren | Punten | Doelpunten voor | Doelpunten tegen |
| ----- | -------- | -------- | ------ | -------- | ------ | --------------- | ---------------- |
| 1e    | 30       | 18       | 8      | 4        | 44     | 63              | 29               |

### Topscorers
| #      | Naam              | Goal |
| ------ | ----------------- | ---- |
| 1.     | Johan Wieringa    | 19   |
| 2.     | Dirk Roelfsema    | 17   |
| 3.     | Arend van der Wel | 11   |
| 4.     | Gerard Lippold    | 4    |
| 4.     | Jan van der Meer  | 4    |
| 6.     | Oeki Hoekema      | 2    |
| 6.     | Jaap Mulder       | 2    |
| 8.     | Appie Alberda     | 1    |
| 8.     | Dick Gerrits      | 1    |
| 8.     | Daan Gonlag       | 1    |
| 8.     | Joop Ruiter       | 1    |
| Totaal | Totaal            | 63   |

| #      | Naam        | Goal |
| ------ | ----------- | ---- |
| –      | Geen speler | 0    |
| Totaal | Totaal      | 0    |